# Ainerigone
Ainerigone Eskov, 1993 è un genere di ragni appartenente alla famiglia Linyphiidae.

## Distribuzione
L'unica specie oggi nota di questo genere è stata reperita in Russia, nella penisola di Sachalin e nelle isole Curili; e in Giappone, nella prefettura di Hokkaidō.

## Tassonomia
A maggio 2011, si compone di una specie:
- Ainerigone saitoi (Ono, 1991)[3] — Russia, Giappone